# Paisagem cultural de Sintra
A Paisagem cultural de Sintra é um sítio inscrito em 1995 como Património da Humanidade da UNESCO localizado no município de Sintra, em Portugal. O sítio abrange uma parte da Serra de Sintra e inclui o centro histórico da vila, muitos monumentos históricos e a abundante vegetação natural e exótica dos parques da serra.
Segundo o relatório da UNESCO, "a paisagem cultural de Sintra, com sua serra, é um extraordinário e singular complexo de parques, jardins, quintas, mosteiros e castelos que criam uma arquitetura popular e culta harmonizada com a abundante e exótica vegetação, criando micro-paisagens de beleza exótica e luxuriante."